# 한국주얼리페어
한국주얼리페어는 국내외 주얼리 업계와 바이어가 한자리에 모이는 마켓플레이스로 국내 보석업계의 외국시장 진출을 위해 지난 2003년 시작된 이후 꾸준히 매년 개최되고 있다.

## 베스트 주얼리 레이디
'베스트 주얼리 레이디'는 국내 유명 보석 브랜드 대표, 디자이너, 관련 보석 전문가들이 지난 해 활발한 활동을 펼친 미혼의 여배우 가운데 '보석이 가장 잘 어울리는 스타'를 선정, 시상하는 상으로, 매년 전시회 개막에 맞춰 발표해왔다.
- 2003년 김혜수
- 2004년 김현주
- 2005년 한채영
- 2006년 손예진
- 2007년 한혜진
- 2008년 김민정
- 2009년 윤은혜
- 2010년 한지혜
- 2011년 김소연
- 2012년 김사랑
- 2013년 박보영